# Miguel Hidalgo (Reforma)
Miguel Hidalgo es una localidad del municipio de Reforma ubicado en el noroeste del estado mexicano de Chiapas.

## Geografía
La localidad de Miguel Hidalgo se sitúa en las coordenadas geográficas 17°54′19″N 93°07′04″O / 17.905278, -93.117778, a una elevación de 11 metros sobre el nivel del mar.

## Demografía
Según el Conteo de Población y Vivienda 2020, efectuado por el Instituto Nacional de Estadística y Geografía, la localidad de Miguel Hidalgo tiene 1,124 habitantes, de los cuales 566 son del sexo masculino y 558 del sexo femenino. Su tasa de fecundidad es de 2.31 hijos por mujer y tiene 304 viviendas particulares habitadas.
| Gráfica de evolución demográfica de Miguel Hidalgo entre 1940 y 2020 |
|                                                                      |
| INEGI.                                                               |